# Gran Premi Ciclista de Montreal 2024
El Gran Premi Ciclista de Montreal 2024 fou la 13a edició del Gran Premi Ciclista de Montreal, una cursa d'un dia. Tingué lloc el 15 de setembre a Montreal, on tingué inici i final la prova, i es recorregueren 209,1 quilòmetres. Fou el 33è esdeveniment de l'UCI World Tour 2024.
L'eslovè Tadej Pogačar (UAE Team Emirates) s'emportà la victòria després de creuar la línia d'arribada en solitari i aixecà el trofeu de Montreal per segona vegada. El basc Pello Bilbao (Bahrain Victorious) i el francès Julian Alaphilippe (Soudal Quick-Step) foren segon i tercer respectivament.

## Equips
Un total de 24 equips participaren a la prova. Hi hagué els 18 equips del WorldTour, 5 UCI ProTeams i també l'equip nacional de ciclisme del Canadà.
| WorldTeams (18)- Alpecin-Deceuninck - Arkéa-B&B Hotels - Astana Qazaqstan Team - Bahrain Victorious - Red Bull-Bora-Hansgrohe - Cofidis - Decathlon-AG2R La Mondiale - EF Education-EasyPost - Groupama-FDJ - Ineos Grenadiers - Intermarché-Wanty - Lidl-Trek - Movistar Team - Team dsm-firmenich PostNL - Soudal Quick-Step - Team Jayco AlUla - Team Visma \| Lease a Bike - UAE Team Emirates ProTeams (5)- Lotto Dstny - Israel-Premier Tech - Uno-X Mobility - Tudor Pro Cycling Team - Team Novo Nordisk Equip nacional- Canadà |
| |

## Classificació final
| \| Classificació general \| Classificació general \| Classificació general \| Classificació general \| Classificació general \| \| Corredor \| Corredor \| Equip \| Temps \| \| \| --------------------- \| ----------------------------- \| -------------------------- \| --------------------- \| --------------------- \| \| 1r \| Tadej Pogačar \| UAE Team Emirates \| 5h 28' 15" \| \| \| 2n \| Peio Bilbao López de Armentia \| Bahrain Victorious \| + 24" \| \| \| 3r \| Julian Alaphilippe \| Soudal Quick-Step \| + 40" \| \| \| 4t \| Maxim Van Gils \| Lotto Dstny \| + 40" \| \| \| 5è \| Ion Izagirre Insausti \| Cofidis \| + 40" \| \| \| 6è \| Toms Skujiņš \| Lidl-Trek \| + 40" \| \| \| 7è \| Tiesj Benoot \| Team Visma \\| Lease a Bike \| + 40" \| \| \| 8è \| Michael Woods \| Israel-Premier Tech \| + 40" \| \| \| 9è \| Edoardo Zambanini \| Bahrain Victorious \| + 40" \| \| \| 10è \| Jai Hindley \| Red Bull-Bora-Hansgrohe \| + 40" \| \| \| 11è \| Romain Bardet \| Team dsm-firmenich PostNL \| + 40" \| \| \| 12è \| Matteo Jorgenson \| Team Visma \\| Lease a Bike \| + 40" \| \| \| 13è \| Simon Yates \| Team Jayco AlUla \| + 40" \| \| \| 14è \| Andrea Bagioli \| Lidl-Trek \| + 40" \| \| \| 15è \| Alexander Aranburu Deba \| Movistar Team \| + 40" \| \| \| 16è \| Jakob Fuglsang \| Israel-Premier Tech \| + 45" \| \| \| 17è \| Wilco Kelderman \| Team Visma \\| Lease a Bike \| + 45" \| \| \| 18è \| Bauke Mollema \| Lidl-Trek \| + 54" \| \| \| 19è \| Bart Lemmen \| Team Visma \\| Lease a Bike \| + 58" \| \| \| 20è \| Magnus Sheffield \| Ineos Grenadiers \| + 1' 00" \| \| |                               |                            |            |
| |                               |                            |            |
| Font: ProCyclingStats |                               |                            |            |
| Classificació general |                               |                            |            |
| Corredor | Corredor                      | Equip                      | Temps      |
| 1r | Tadej Pogačar                 | UAE Team Emirates          | 5h 28' 15" |
| 2n | Peio Bilbao López de Armentia | Bahrain Victorious         | + 24"      |
| 3r | Julian Alaphilippe            | Soudal Quick-Step          | + 40"      |
| 4t | Maxim Van Gils                | Lotto Dstny                | + 40"      |
| 5è | Ion Izagirre Insausti         | Cofidis                    | + 40"      |
| 6è | Toms Skujiņš                  | Lidl-Trek                  | + 40"      |
| 7è | Tiesj Benoot                  | Team Visma \| Lease a Bike | + 40"      |
| 8è | Michael Woods                 | Israel-Premier Tech        | + 40"      |
| 9è | Edoardo Zambanini             | Bahrain Victorious         | + 40"      |
| 10è | Jai Hindley                   | Red Bull-Bora-Hansgrohe    | + 40"      |
| 11è | Romain Bardet                 | Team dsm-firmenich PostNL  | + 40"      |
| 12è | Matteo Jorgenson              | Team Visma \| Lease a Bike | + 40"      |
| 13è | Simon Yates                   | Team Jayco AlUla           | + 40"      |
| 14è | Andrea Bagioli                | Lidl-Trek                  | + 40"      |
| 15è | Alexander Aranburu Deba       | Movistar Team              | + 40"      |
| 16è | Jakob Fuglsang                | Israel-Premier Tech        | + 45"      |
| 17è | Wilco Kelderman               | Team Visma \| Lease a Bike | + 45"      |
| 18è | Bauke Mollema                 | Lidl-Trek                  | + 54"      |
| 19è | Bart Lemmen                   | Team Visma \| Lease a Bike | + 58"      |
| 20è | Magnus Sheffield              | Ineos Grenadiers           | + 1' 00"   |

## Participants
| UAE Team Emirates UAD | UAE Team Emirates UAD     | UAE Team Emirates UAD |
| --------------------- | ------------------------- | --------------------- |
| Núm                   | Ciclista                  | Pos                   |
| 1                     | Tadej Pogačar (SLO)       | 1r                    |
| 2                     | Igor Arrieta (ESP)        | DNF                   |
| 3                     | Juan Ayuso Pesquera (ESP) | DNF                   |
| 4                     | Finn Fisher-Black (NZL)   | DNF                   |
| 5                     | Rafał Majka (POL)         | 46è                   |
| 6                     | Domen Novak (SLO) (ruta)  | DNF                   |
| 7                     | Tim Wellens (BEL)         | DNF                   |

| Lotto Dstny LTD | Lotto Dstny LTD            | Lotto Dstny LTD |
| --------------- | -------------------------- | --------------- |
| Núm             | Ciclista                   | Pos             |
| 11              | Arnaud De Lie (BEL) (ruta) | DNF             |
| 12              | Logan Currie (NZL)         | DNF             |
| 13              | Jenno Berckmoes (BEL)      | 25è             |
| 14              | Maxim Van Gils (BEL)       | 4t              |
| 15              | Sébastien Grignard (BEL)   | 82è             |
| 16              | Brent Van Moer (BEL)       | DNF             |
| 17              | Florian Vermeersch (BEL)   | 53è             |

| Team Visma \| Lease a Bike TVL | Team Visma \| Lease a Bike TVL | Team Visma \| Lease a Bike TVL |
| ------------------------------ | ------------------------------ | ------------------------------ |
| Núm                            | Ciclista                       | Pos                            |
| 21                             | Matteo Jorgenson (USA)         | 12è                            |
| 22                             | Tiesj Benoot (BEL)             | 7è                             |
| 23                             | Wilco Kelderman (NED)          | 17è                            |
| 24                             | Bart Lemmen (NED)              | 19è                            |
| 25                             | Per Strand Hagenes (NOR)       | 84è                            |
| 26                             | Jan Tratnik (SLO)              | 65è                            |
| 27                             | Milan Vader (NED)              | 70è                            |

| Ineos Grenadiers IGD | Ineos Grenadiers IGD   | Ineos Grenadiers IGD |
| -------------------- | ---------------------- | -------------------- |
| Núm                  | Ciclista               | Pos                  |
| 31                   | Laurens De Plus (BEL)  | DNF                  |
| 32                   | Andrew August (USA)    | 88è                  |
| 33                   | Connor Swift (GBR)     | 78è                  |
| 34                   | Ben Swift (GBR)        | DNF                  |
| 35                   | Michael Leonard (CAN)  | 79è                  |
| 36                   | Artem Shmidt (USA)     | 89è                  |
| 37                   | Magnus Sheffield (USA) | 20è                  |

| Soudal Quick-Step SOQ | Soudal Quick-Step SOQ    | Soudal Quick-Step SOQ |
| --------------------- | ------------------------ | --------------------- |
| Núm                   | Ciclista                 | Pos                   |
| 41                    | Julian Alaphilippe (FRA) | 3r                    |
| 42                    | Gil Gelders (BEL)        | 59è                   |
| 43                    | Antoine Huby (FRA)       | DNF                   |
| 44                    | Luke Lamperti (USA)      | DNF                   |
| 45                    | Fausto Masnada (ITA)     | 68è                   |
| 46                    | Pieter Serry (BEL)       | DNF                   |
| 47                    | Ilan Van Wilder (BEL)    | 24è                   |

| Lidl-Trek LTK | Lidl-Trek LTK        | Lidl-Trek LTK |
| ------------- | -------------------- | ------------- |
| Núm           | Ciclista             | Pos           |
| 51            | Toms Skujiņš (LAT)   | 6è            |
| 52            | Andrea Bagioli (ITA) | 14è           |
| 53            | Julien Bernard (FRA) | 50è           |
| 54            | Patrick Konrad (AUT) | 45è           |
| 55            | Dario Cataldo (ITA)  | DNF           |
| 56            | Bauke Mollema (NED)  | 18è           |
| 57            | Quinn Simmons (USA)  | DNF           |

| Decathlon-AG2R La Mondiale DAT | Decathlon-AG2R La Mondiale DAT | Decathlon-AG2R La Mondiale DAT |
| ------------------------------ | ------------------------------ | ------------------------------ |
| Núm                            | Ciclista                       | Pos                            |
| 61                             | Paul Lapeira (FRA) (ruta)      | DNF                            |
| 62                             | Alex Baudin (FRA)              | 38è                            |
| 63                             | Stan Dewulf (BEL)              | 57è                            |
| 64                             | Dorian Godon (FRA)             | 66è                            |
| 65                             | Dries De Bondt (BEL)           | DNF                            |
| 66                             | Aurélien Paret-Peintre (FRA)   | 37è                            |
| 67                             | Lawrence Warbasse (USA)        | 36è                            |

| Red Bull-Bora-Hansgrohe RBH | Red Bull-Bora-Hansgrohe RBH | Red Bull-Bora-Hansgrohe RBH |
| --------------------------- | --------------------------- | --------------------------- |
| Núm                         | Ciclista                    | Pos                         |
| 71                          | Jai Hindley (AUS)           | 10è                         |
| 72                          | Sergio Higuita García (COL) | 21è                         |
| 73                          | Bob Jungels (LUX)           | DNF                         |
| 74                          | Jonas Koch (GER)            | DNF                         |
| 75                          | Maximilian Schachmann (GER) | 39è                         |
| 76                          | Matteo Sobrero (ITA)        | DNF                         |
| 77                          | Frederik Wandahl (DEN)      | 43è                         |

| Alpecin-Deceuninck ADC | Alpecin-Deceuninck ADC      | Alpecin-Deceuninck ADC |
| ---------------------- | --------------------------- | ---------------------- |
| Núm                    | Ciclista                    | Pos                    |
| 81                     | Axel Laurance (FRA)         | DNF                    |
| 82                     | Tobias Bayer (AUT)          | 64è                    |
| 83                     | Michael Gogl (AUT)          | 27è                    |
| 84                     | Henri Uhlig (GER)           | 62è                    |
| 85                     | Fabio Van den Bossche (BEL) | DNF                    |
| 86                     | Stan Van Tricht (BEL)       | DNF                    |
| 87                     | Gianni Vermeersch (BEL)     | DNF                    |

| Groupama-FDJ GFC | Groupama-FDJ GFC       | Groupama-FDJ GFC |
| ---------------- | ---------------------- | ---------------- |
| Núm              | Ciclista               | Pos              |
| 91               | Valentin Madouas (FRA) | 32è              |
| 92               | Olivier Le Gac (FRA)   | DNF              |
| 93               | Romain Grégoire (FRA)  | 29è              |
| 94               | Thibaud Gruel (FRA)    | 52è              |
| 95               | Rudy Molard (FRA)      | 26è              |
| 96               | Enzo Paleni (FRA)      | 80è              |
| 97               | Clément Russo (FRA)    | DNF              |

| EF Education-EasyPost EFE | EF Education-EasyPost EFE      | EF Education-EasyPost EFE |
| ------------------------- | ------------------------------ | ------------------------- |
| Núm                       | Ciclista                       | Pos                       |
| 101                       | Ben Healy (IRL)                | 22è                       |
| 102                       | Mikkel Frølich Honoré (DEN)    | 44è                       |
| 103                       | Lukas Nerurkar (GBR)           | DNF                       |
| 104                       | Neilson Powless (USA)          | 23è                       |
| 105                       | Sean Quinn (USA) (ruta)        | DNF                       |
| 106                       | Stefan de Bod (RSA)            | 73è                       |
| 107                       | Michael Valgren Andersen (DEN) | DNF                       |

| Bahrain Victorious TBV | Bahrain Victorious TBV              | Bahrain Victorious TBV |
| ---------------------- | ----------------------------------- | ---------------------- |
| Núm                    | Ciclista                            | Pos                    |
| 111                    | Matej Mohorič (SLO)                 | DNF                    |
| 112                    | Nikias Arndt (GER)                  | DNF                    |
| 113                    | Peio Bilbao López de Armentia (ESP) | 2n                     |
| 114                    | Santiago Buitrago Sánchez (COL)     | 41è                    |
| 115                    | Nicolò Buratti (ITA)                | 86è                    |
| 116                    | Matevž Govekar (SLO)                | DNF                    |
| 117                    | Edoardo Zambanini (ITA)             | 9è                     |

| Movistar Team MOV | Movistar Team MOV                    | Movistar Team MOV |
| ----------------- | ------------------------------------ | ----------------- |
| Núm               | Ciclista                             | Pos               |
| 121               | Alexander Aranburu Deba (ESP) (ruta) | 15è               |
| 122               | Jon Barrenetxea (ESP)                | 56è               |
| 123               | Iván García Cortina (ESP)            | DNF               |
| 124               | Ruben Guerreiro (POR)                | 33è               |
| 125               | Johan Jacobs (SUI)                   | 77è               |
| 126               | Sergio Samitier (ESP)                | 69è               |
| 127               | Gonzalo Serrano Rodríguez (ESP)      | DNF               |

| Team Jayco AlUla JAY | Team Jayco AlUla JAY   | Team Jayco AlUla JAY |
| -------------------- | ---------------------- | -------------------- |
| Núm                  | Ciclista               | Pos                  |
| 131                  | Michael Matthews (AUS) | DNF                  |
| 132                  | Lawson Craddock (USA)  | DNF                  |
| 133                  | Luke Durbridge (AUS)   | DNF                  |
| 134                  | Lucas Hamilton (AUS)   | 74è                  |
| 135                  | Michael Hepburn (AUS)  | DNF                  |
| 136                  | Jan Maas (NED)         | 87è                  |
| 137                  | Simon Yates (GBR)      | 13è                  |

| Arkéa-B&B Hotels ARK | Arkéa-B&B Hotels ARK    | Arkéa-B&B Hotels ARK |
| -------------------- | ----------------------- | -------------------- |
| Núm                  | Ciclista                | Pos                  |
| 141                  | Michel Ries (LUX)       | DNF                  |
| 142                  | Ewen Costiou (FRA)      | 58è                  |
| 143                  | Anthony Delaplace (FRA) | 75è                  |
| 144                  | Élie Gesbert (FRA)      | DNF                  |
| 145                  | Matis Louvel (FRA)      | DNF                  |
| 146                  | Clément Venturini (FRA) | DNF                  |
| 147                  | Pierre Thierry (FRA)    | 71è                  |

| Team dsm-firmenich PostNL DFP | Team dsm-firmenich PostNL DFP | Team dsm-firmenich PostNL DFP |
| ----------------------------- | ----------------------------- | ----------------------------- |
| Núm                           | Ciclista                      | Pos                           |
| 151                           | Romain Bardet (FRA)           | 11è                           |
| 152                           | Warren Barguil (FRA)          | 31è                           |
| 153                           | Romain Combaud (FRA)          | 72è                           |
| 154                           | Sean Flynn (GBR)              | DNF                           |
| 155                           | Martijn Tusveld (NED)         | DNF                           |
| 156                           | Frank van den Broek (NED)     | DNF                           |
| 157                           | Kevin Vermaerke (USA)         | 28è                           |

| Intermarché-Wanty IWA | Intermarché-Wanty IWA                | Intermarché-Wanty IWA |
| --------------------- | ------------------------------------ | --------------------- |
| Núm                   | Ciclista                             | Pos                   |
| 161                   | Biniam Girmay (ERI)                  | DNF                   |
| 162                   | Francesco Busatto (ITA)              | 35è                   |
| 163                   | Alexy Faure Prost (FRA)              | 85è                   |
| 164                   | Lorenzo Rota (ITA)                   | 30è                   |
| 165                   | Dion Smith (NZL)                     | DNF                   |
| 166                   | Roel Daan van Sintmaartensdijk (NED) | DNF                   |
| 167                   | Georg Zimmermann (GER)               | 42è                   |

| Cofidis COF | Cofidis COF                   | Cofidis COF |
| ----------- | ----------------------------- | ----------- |
| Núm         | Ciclista                      | Pos         |
| 171         | Bryan Coquard (FRA)           | DNF         |
| 172         | Ion Izagirre Insausti (ESP)   | 5è          |
| 173         | Gorka Izagirre Insausti (ESP) | DNF         |
| 174         | Nolann Mahoudo (FRA)          | DNF         |
| 175         | Anthony Perez (FRA)           | DNF         |
| 176         | Harrison Wood (GBR)           | 61è         |
| 177         | Axel Zingle (FRA)             | DNF         |

| Astana Qazaqstan Team AST | Astana Qazaqstan Team AST    | Astana Qazaqstan Team AST |
| ------------------------- | ---------------------------- | ------------------------- |
| Núm                       | Ciclista                     | Pos                       |
| 181                       | Alberto Bettiol (ITA) (ruta) | DNF                       |
| 182                       | Dmitri Grúzdev (KAZ)         | DNF                       |
| 183                       | Max Kanter (GER)             | 81è                       |
| 184                       | Michael Mørkøv (DEN)         | DNF                       |
| 185                       | Cees Bol (NED)               | DNF                       |
| 186                       | Rüdiger Selig (GER)          | DNF                       |
| 187                       | Simone Velasco (ITA)         | 54è                       |

| Israel-Premier Tech IPT | Israel-Premier Tech IPT | Israel-Premier Tech IPT |
| ----------------------- | ----------------------- | ----------------------- |
| Núm                     | Ciclista                | Pos                     |
| 191                     | Derek Gee (CAN)         | 48è                     |
| 192                     | Guillaume Boivin (CAN)  | DNF                     |
| 193                     | Jakob Fuglsang (DEN)    | 16è                     |
| 194                     | Hugo Houle (CAN)        | 51è                     |
| 195                     | Krists Neilands (LAT)   | 67è                     |
| 196                     | Michael Woods (CAN)     | 8è                      |
| 197                     | Stephen Williams (GBR)  | DNF                     |

| Uno-X Mobility UXM | Uno-X Mobility UXM               | Uno-X Mobility UXM |
| ------------------ | -------------------------------- | ------------------ |
| Núm                | Ciclista                         | Pos                |
| 201                | Tobias Halland Johannessen (NOR) | 47è                |
| 202                | Fredrik Dversnes (NOR)           | 49è                |
| 203                | Ådne Holter (NOR)                | DNF                |
| 204                | Jonas Iversby Hvideberg (NOR)    | DNF                |
| 205                | Anders Halland Johannessen (NOR) | 83è                |
| 206                | Anders Skaarseth (NOR)           | 60è                |
| 207                | Markus Hoelgaard (NOR) (ruta)    | 34è                |

| Tudor Pro Cycling Team TUD | Tudor Pro Cycling Team TUD | Tudor Pro Cycling Team TUD |
| -------------------------- | -------------------------- | -------------------------- |
| Núm                        | Ciclista                   | Pos                        |
| 211                        | Marius Mayrhofer (GER)     | DNF                        |
| 212                        | Lucas Eriksson (SWE)       | 55è                        |
| 213                        | Alexander Kamp (DEN)       | DNF                        |
| 214                        | Florian Stork (GER)        | 40è                        |
| 215                        | Yannis Voisard (SUI)       | DNF                        |
| 216                        | Hannes Wilksch (GER)       | 76è                        |
| 217                        | Luc Wirtgen (LUX)          | DNF                        |

| Team Novo Nordisk TNN | Team Novo Nordisk TNN         | Team Novo Nordisk TNN |
| --------------------- | ----------------------------- | --------------------- |
| Núm                   | Ciclista                      | Pos                   |
| 221                   | Antonio Polga (ITA)           | DNF                   |
| 222                   | Sam Brand (GBR)               | DNF                   |
| 223                   | David Lozano Riba (ESP)       | DNF                   |
| 224                   | Andrea Peron (ITA)            | DNF                   |
| 225                   | Alessandro Perracchione (ITA) | DNF                   |
| 226                   | Filippo Ridolfo (ITA)         | DNF                   |
| 227                   | Logan Phippen (USA)           | DNF                   |

| Canadà CAN | Canadà CAN       | Canadà CAN |
| ---------- | ---------------- | ---------- |
| Núm        | Ciclista         | Pos        |
| 231        | Quentin Cowan    | 63è        |
| 232        | Félix Bouchard   | DNF        |
| 233        | Jérôme Gauthier  | DNF        |
| 234        | Félix Hamel      | DNF        |
| 235        | Leonard Peloquin | DNF        |
| 236        | James Piccoli    | DNF        |
| 237        | Jonas Walton     | DNF        |

| UAE Team Emirates UAD | UAE Team Emirates UAD     | UAE Team Emirates UAD |
| --------------------- | ------------------------- | --------------------- |
| Núm                   | Ciclista                  | Pos                   |
| 1                     | Tadej Pogačar (SLO)       | 1r                    |
| 2                     | Igor Arrieta (ESP)        | DNF                   |
| 3                     | Juan Ayuso Pesquera (ESP) | DNF                   |
| 4                     | Finn Fisher-Black (NZL)   | DNF                   |
| 5                     | Rafał Majka (POL)         | 46è                   |
| 6                     | Domen Novak (SLO) (ruta)  | DNF                   |
| 7                     | Tim Wellens (BEL)         | DNF                   |

| Lotto Dstny LTD | Lotto Dstny LTD            | Lotto Dstny LTD |
| --------------- | -------------------------- | --------------- |
| Núm             | Ciclista                   | Pos             |
| 11              | Arnaud De Lie (BEL) (ruta) | DNF             |
| 12              | Logan Currie (NZL)         | DNF             |
| 13              | Jenno Berckmoes (BEL)      | 25è             |
| 14              | Maxim Van Gils (BEL)       | 4t              |
| 15              | Sébastien Grignard (BEL)   | 82è             |
| 16              | Brent Van Moer (BEL)       | DNF             |
| 17              | Florian Vermeersch (BEL)   | 53è             |

| Team Visma \| Lease a Bike TVL | Team Visma \| Lease a Bike TVL | Team Visma \| Lease a Bike TVL |
| ------------------------------ | ------------------------------ | ------------------------------ |
| Núm                            | Ciclista                       | Pos                            |
| 21                             | Matteo Jorgenson (USA)         | 12è                            |
| 22                             | Tiesj Benoot (BEL)             | 7è                             |
| 23                             | Wilco Kelderman (NED)          | 17è                            |
| 24                             | Bart Lemmen (NED)              | 19è                            |
| 25                             | Per Strand Hagenes (NOR)       | 84è                            |
| 26                             | Jan Tratnik (SLO)              | 65è                            |
| 27                             | Milan Vader (NED)              | 70è                            |

| Ineos Grenadiers IGD | Ineos Grenadiers IGD   | Ineos Grenadiers IGD |
| -------------------- | ---------------------- | -------------------- |
| Núm                  | Ciclista               | Pos                  |
| 31                   | Laurens De Plus (BEL)  | DNF                  |
| 32                   | Andrew August (USA)    | 88è                  |
| 33                   | Connor Swift (GBR)     | 78è                  |
| 34                   | Ben Swift (GBR)        | DNF                  |
| 35                   | Michael Leonard (CAN)  | 79è                  |
| 36                   | Artem Shmidt (USA)     | 89è                  |
| 37                   | Magnus Sheffield (USA) | 20è                  |

| Soudal Quick-Step SOQ | Soudal Quick-Step SOQ    | Soudal Quick-Step SOQ |
| --------------------- | ------------------------ | --------------------- |
| Núm                   | Ciclista                 | Pos                   |
| 41                    | Julian Alaphilippe (FRA) | 3r                    |
| 42                    | Gil Gelders (BEL)        | 59è                   |
| 43                    | Antoine Huby (FRA)       | DNF                   |
| 44                    | Luke Lamperti (USA)      | DNF                   |
| 45                    | Fausto Masnada (ITA)     | 68è                   |
| 46                    | Pieter Serry (BEL)       | DNF                   |
| 47                    | Ilan Van Wilder (BEL)    | 24è                   |

| Lidl-Trek LTK | Lidl-Trek LTK        | Lidl-Trek LTK |
| ------------- | -------------------- | ------------- |
| Núm           | Ciclista             | Pos           |
| 51            | Toms Skujiņš (LAT)   | 6è            |
| 52            | Andrea Bagioli (ITA) | 14è           |
| 53            | Julien Bernard (FRA) | 50è           |
| 54            | Patrick Konrad (AUT) | 45è           |
| 55            | Dario Cataldo (ITA)  | DNF           |
| 56            | Bauke Mollema (NED)  | 18è           |
| 57            | Quinn Simmons (USA)  | DNF           |

| Decathlon-AG2R La Mondiale DAT | Decathlon-AG2R La Mondiale DAT | Decathlon-AG2R La Mondiale DAT |
| ------------------------------ | ------------------------------ | ------------------------------ |
| Núm                            | Ciclista                       | Pos                            |
| 61                             | Paul Lapeira (FRA) (ruta)      | DNF                            |
| 62                             | Alex Baudin (FRA)              | 38è                            |
| 63                             | Stan Dewulf (BEL)              | 57è                            |
| 64                             | Dorian Godon (FRA)             | 66è                            |
| 65                             | Dries De Bondt (BEL)           | DNF                            |
| 66                             | Aurélien Paret-Peintre (FRA)   | 37è                            |
| 67                             | Lawrence Warbasse (USA)        | 36è                            |

| Red Bull-Bora-Hansgrohe RBH | Red Bull-Bora-Hansgrohe RBH | Red Bull-Bora-Hansgrohe RBH |
| --------------------------- | --------------------------- | --------------------------- |
| Núm                         | Ciclista                    | Pos                         |
| 71                          | Jai Hindley (AUS)           | 10è                         |
| 72                          | Sergio Higuita García (COL) | 21è                         |
| 73                          | Bob Jungels (LUX)           | DNF                         |
| 74                          | Jonas Koch (GER)            | DNF                         |
| 75                          | Maximilian Schachmann (GER) | 39è                         |
| 76                          | Matteo Sobrero (ITA)        | DNF                         |
| 77                          | Frederik Wandahl (DEN)      | 43è                         |

| Alpecin-Deceuninck ADC | Alpecin-Deceuninck ADC      | Alpecin-Deceuninck ADC |
| ---------------------- | --------------------------- | ---------------------- |
| Núm                    | Ciclista                    | Pos                    |
| 81                     | Axel Laurance (FRA)         | DNF                    |
| 82                     | Tobias Bayer (AUT)          | 64è                    |
| 83                     | Michael Gogl (AUT)          | 27è                    |
| 84                     | Henri Uhlig (GER)           | 62è                    |
| 85                     | Fabio Van den Bossche (BEL) | DNF                    |
| 86                     | Stan Van Tricht (BEL)       | DNF                    |
| 87                     | Gianni Vermeersch (BEL)     | DNF                    |

| Groupama-FDJ GFC | Groupama-FDJ GFC       | Groupama-FDJ GFC |
| ---------------- | ---------------------- | ---------------- |
| Núm              | Ciclista               | Pos              |
| 91               | Valentin Madouas (FRA) | 32è              |
| 92               | Olivier Le Gac (FRA)   | DNF              |
| 93               | Romain Grégoire (FRA)  | 29è              |
| 94               | Thibaud Gruel (FRA)    | 52è              |
| 95               | Rudy Molard (FRA)      | 26è              |
| 96               | Enzo Paleni (FRA)      | 80è              |
| 97               | Clément Russo (FRA)    | DNF              |

| EF Education-EasyPost EFE | EF Education-EasyPost EFE      | EF Education-EasyPost EFE |
| ------------------------- | ------------------------------ | ------------------------- |
| Núm                       | Ciclista                       | Pos                       |
| 101                       | Ben Healy (IRL)                | 22è                       |
| 102                       | Mikkel Frølich Honoré (DEN)    | 44è                       |
| 103                       | Lukas Nerurkar (GBR)           | DNF                       |
| 104                       | Neilson Powless (USA)          | 23è                       |
| 105                       | Sean Quinn (USA) (ruta)        | DNF                       |
| 106                       | Stefan de Bod (RSA)            | 73è                       |
| 107                       | Michael Valgren Andersen (DEN) | DNF                       |

| Bahrain Victorious TBV | Bahrain Victorious TBV              | Bahrain Victorious TBV |
| ---------------------- | ----------------------------------- | ---------------------- |
| Núm                    | Ciclista                            | Pos                    |
| 111                    | Matej Mohorič (SLO)                 | DNF                    |
| 112                    | Nikias Arndt (GER)                  | DNF                    |
| 113                    | Peio Bilbao López de Armentia (ESP) | 2n                     |
| 114                    | Santiago Buitrago Sánchez (COL)     | 41è                    |
| 115                    | Nicolò Buratti (ITA)                | 86è                    |
| 116                    | Matevž Govekar (SLO)                | DNF                    |
| 117                    | Edoardo Zambanini (ITA)             | 9è                     |

| Movistar Team MOV | Movistar Team MOV                    | Movistar Team MOV |
| ----------------- | ------------------------------------ | ----------------- |
| Núm               | Ciclista                             | Pos               |
| 121               | Alexander Aranburu Deba (ESP) (ruta) | 15è               |
| 122               | Jon Barrenetxea (ESP)                | 56è               |
| 123               | Iván García Cortina (ESP)            | DNF               |
| 124               | Ruben Guerreiro (POR)                | 33è               |
| 125               | Johan Jacobs (SUI)                   | 77è               |
| 126               | Sergio Samitier (ESP)                | 69è               |
| 127               | Gonzalo Serrano Rodríguez (ESP)      | DNF               |

| Team Jayco AlUla JAY | Team Jayco AlUla JAY   | Team Jayco AlUla JAY |
| -------------------- | ---------------------- | -------------------- |
| Núm                  | Ciclista               | Pos                  |
| 131                  | Michael Matthews (AUS) | DNF                  |
| 132                  | Lawson Craddock (USA)  | DNF                  |
| 133                  | Luke Durbridge (AUS)   | DNF                  |
| 134                  | Lucas Hamilton (AUS)   | 74è                  |
| 135                  | Michael Hepburn (AUS)  | DNF                  |
| 136                  | Jan Maas (NED)         | 87è                  |
| 137                  | Simon Yates (GBR)      | 13è                  |

| Arkéa-B&B Hotels ARK | Arkéa-B&B Hotels ARK    | Arkéa-B&B Hotels ARK |
| -------------------- | ----------------------- | -------------------- |
| Núm                  | Ciclista                | Pos                  |
| 141                  | Michel Ries (LUX)       | DNF                  |
| 142                  | Ewen Costiou (FRA)      | 58è                  |
| 143                  | Anthony Delaplace (FRA) | 75è                  |
| 144                  | Élie Gesbert (FRA)      | DNF                  |
| 145                  | Matis Louvel (FRA)      | DNF                  |
| 146                  | Clément Venturini (FRA) | DNF                  |
| 147                  | Pierre Thierry (FRA)    | 71è                  |

| Team dsm-firmenich PostNL DFP | Team dsm-firmenich PostNL DFP | Team dsm-firmenich PostNL DFP |
| ----------------------------- | ----------------------------- | ----------------------------- |
| Núm                           | Ciclista                      | Pos                           |
| 151                           | Romain Bardet (FRA)           | 11è                           |
| 152                           | Warren Barguil (FRA)          | 31è                           |
| 153                           | Romain Combaud (FRA)          | 72è                           |
| 154                           | Sean Flynn (GBR)              | DNF                           |
| 155                           | Martijn Tusveld (NED)         | DNF                           |
| 156                           | Frank van den Broek (NED)     | DNF                           |
| 157                           | Kevin Vermaerke (USA)         | 28è                           |

| Intermarché-Wanty IWA | Intermarché-Wanty IWA                | Intermarché-Wanty IWA |
| --------------------- | ------------------------------------ | --------------------- |
| Núm                   | Ciclista                             | Pos                   |
| 161                   | Biniam Girmay (ERI)                  | DNF                   |
| 162                   | Francesco Busatto (ITA)              | 35è                   |
| 163                   | Alexy Faure Prost (FRA)              | 85è                   |
| 164                   | Lorenzo Rota (ITA)                   | 30è                   |
| 165                   | Dion Smith (NZL)                     | DNF                   |
| 166                   | Roel Daan van Sintmaartensdijk (NED) | DNF                   |
| 167                   | Georg Zimmermann (GER)               | 42è                   |

| Cofidis COF | Cofidis COF                   | Cofidis COF |
| ----------- | ----------------------------- | ----------- |
| Núm         | Ciclista                      | Pos         |
| 171         | Bryan Coquard (FRA)           | DNF         |
| 172         | Ion Izagirre Insausti (ESP)   | 5è          |
| 173         | Gorka Izagirre Insausti (ESP) | DNF         |
| 174         | Nolann Mahoudo (FRA)          | DNF         |
| 175         | Anthony Perez (FRA)           | DNF         |
| 176         | Harrison Wood (GBR)           | 61è         |
| 177         | Axel Zingle (FRA)             | DNF         |

| Astana Qazaqstan Team AST | Astana Qazaqstan Team AST    | Astana Qazaqstan Team AST |
| ------------------------- | ---------------------------- | ------------------------- |
| Núm                       | Ciclista                     | Pos                       |
| 181                       | Alberto Bettiol (ITA) (ruta) | DNF                       |
| 182                       | Dmitri Grúzdev (KAZ)         | DNF                       |
| 183                       | Max Kanter (GER)             | 81è                       |
| 184                       | Michael Mørkøv (DEN)         | DNF                       |
| 185                       | Cees Bol (NED)               | DNF                       |
| 186                       | Rüdiger Selig (GER)          | DNF                       |
| 187                       | Simone Velasco (ITA)         | 54è                       |

| Israel-Premier Tech IPT | Israel-Premier Tech IPT | Israel-Premier Tech IPT |
| ----------------------- | ----------------------- | ----------------------- |
| Núm                     | Ciclista                | Pos                     |
| 191                     | Derek Gee (CAN)         | 48è                     |
| 192                     | Guillaume Boivin (CAN)  | DNF                     |
| 193                     | Jakob Fuglsang (DEN)    | 16è                     |
| 194                     | Hugo Houle (CAN)        | 51è                     |
| 195                     | Krists Neilands (LAT)   | 67è                     |
| 196                     | Michael Woods (CAN)     | 8è                      |
| 197                     | Stephen Williams (GBR)  | DNF                     |

| Uno-X Mobility UXM | Uno-X Mobility UXM               | Uno-X Mobility UXM |
| ------------------ | -------------------------------- | ------------------ |
| Núm                | Ciclista                         | Pos                |
| 201                | Tobias Halland Johannessen (NOR) | 47è                |
| 202                | Fredrik Dversnes (NOR)           | 49è                |
| 203                | Ådne Holter (NOR)                | DNF                |
| 204                | Jonas Iversby Hvideberg (NOR)    | DNF                |
| 205                | Anders Halland Johannessen (NOR) | 83è                |
| 206                | Anders Skaarseth (NOR)           | 60è                |
| 207                | Markus Hoelgaard (NOR) (ruta)    | 34è                |

| Tudor Pro Cycling Team TUD | Tudor Pro Cycling Team TUD | Tudor Pro Cycling Team TUD |
| -------------------------- | -------------------------- | -------------------------- |
| Núm                        | Ciclista                   | Pos                        |
| 211                        | Marius Mayrhofer (GER)     | DNF                        |
| 212                        | Lucas Eriksson (SWE)       | 55è                        |
| 213                        | Alexander Kamp (DEN)       | DNF                        |
| 214                        | Florian Stork (GER)        | 40è                        |
| 215                        | Yannis Voisard (SUI)       | DNF                        |
| 216                        | Hannes Wilksch (GER)       | 76è                        |
| 217                        | Luc Wirtgen (LUX)          | DNF                        |

| Team Novo Nordisk TNN | Team Novo Nordisk TNN         | Team Novo Nordisk TNN |
| --------------------- | ----------------------------- | --------------------- |
| Núm                   | Ciclista                      | Pos                   |
| 221                   | Antonio Polga (ITA)           | DNF                   |
| 222                   | Sam Brand (GBR)               | DNF                   |
| 223                   | David Lozano Riba (ESP)       | DNF                   |
| 224                   | Andrea Peron (ITA)            | DNF                   |
| 225                   | Alessandro Perracchione (ITA) | DNF                   |
| 226                   | Filippo Ridolfo (ITA)         | DNF                   |
| 227                   | Logan Phippen (USA)           | DNF                   |

| Canadà CAN | Canadà CAN       | Canadà CAN |
| ---------- | ---------------- | ---------- |
| Núm        | Ciclista         | Pos        |
| 231        | Quentin Cowan    | 63è        |
| 232        | Félix Bouchard   | DNF        |
| 233        | Jérôme Gauthier  | DNF        |
| 234        | Félix Hamel      | DNF        |
| 235        | Leonard Peloquin | DNF        |
| 236        | James Piccoli    | DNF        |
| 237        | Jonas Walton     | DNF        |